# 苏联铁路Db型柴油机车
Db型柴油机车是美国鲍尔温机车厂于1945年为苏联铁路设计制造的电传动柴油机车，这也是鲍尔温机车厂第一种对外出口的机车产品，工厂设计代号为0-6-6-0 1000/1 DE。

## 发展历史
第二次世界大战期间，从波斯湾港口出发、直抵达巴库和里海的伊朗纵贯铁路成为盟国向苏联提供援助物资的主要通道，为了满足伊朗纵贯铁路的运输需求，由美国陆军新设立的波斯湾后勤司令部于1942年9月接管之前英国控制的伊朗运输事宜，美国陆军并向美国机车公司（ALCO）订购了大批RSD-1型柴油机车投入伊朗使用。鉴于RSD-1型柴油机车在伊朗纵贯铁路的良好表现，美国柴油机车吸引了苏联方面的兴趣。1943年，苏联人民委员会开始讨论从美国引进柴油机车的计划。1944年，苏联交通人民委员部向美国方面提出了援助柴油机车的请求，同年美国批准向苏联提供100台柴油机车，由美国机车公司和鲍尔温机车厂分别提供50台轴式为1Bo-Bo1（1-2о-0—0-2о-1）的柴油机车，苏联考虑有关建议后，决定改为引进100台轴式为Co-Co（0-3о-0—0-3о-0）的柴油机车，美国机车公司和鲍尔温机车厂分别提供70台Da型机车（Да）及30台Db型机车（Дб）。
Db型机车抵达苏联后，首先配属奥尔忠尼启则铁路局古杰尔梅斯机务段，以及外高加索铁路局苏呼米机务段使用，担当图阿普谢—苏呼米—薩姆特雷迪亞区段的旅客列车牵引任务。在运用过程中逐步暴露了机车的一些缺陷，主要为柴油机可靠性较差，例如曲轴断裂、气缸盖和缸体之间的焊接部分频繁开裂等。其中5台Db型机车于1953年至1959年间先后停运报废，其余机车也在1960年代陆续报废。

## 技术特点
Db型机车为干线客货运通用六轴柴油机车，机车轴式Co-Co，最高运行速度为96公里/小时，整备重量为122.6吨，通过最小曲线半径为125米。机车采用单端司机室布置，车头采用半流线型外观，车体构架和底架采用铸造和焊接混合结构。底架和车体重量通过旁承由两台三轴转向架支承，牵引力和制动力通过心盘传递。转向架构架采用铸钢结构，轴箱采用导框式定位结构，一系悬挂由螺旋弹簧、钢板弹簧、均衡梁等组成。牵引电动机采用抱轴式半悬挂安装方式，通过单边直齿轮驱动轮对，牵引传动齿轮比为4.857。
机车装用一台八气缸、四冲程、非增压的直列式柴油机，气缸直径为324毫米，活塞行程为394毫米，额定功率为1000马力，额定转速为每分钟625转。Db型机车采用直—直流电传动，柴油机直接驱动一台直流发电机，输出直流电并供给六台牵引电动机。机车主要电气设备包括牵引发电机、牵引电机等均由西屋电气公司制造。480-B型直流发电机最高输出电压为1500伏，当输入转速为每分钟625转时发电机额定功率为736千瓦，配套的辅助发电机及励磁机安装在牵引发电机的机壳上。362D型直流牵引电动机额定功率为181千瓦，最高电压为350伏，并可使用二级磁场削弱，以扩大机车恒功速度范围。

## 参看
- RSD-1型柴油机车
- TE1型柴油机车
- TE3型柴油机车